# Leporinus vanzoi
Leporinus vanzoi is een straalvinnige vissensoort uit de familie van de kopstaanders (Anostomidae). De wetenschappelijke naam van de soort is voor het eerst geldig gepubliceerd in 2005 door Britski & Garavello.